# 175e méridien ouest
En géographie, le 175e méridien ouest est le méridien joignant les points de la surface de la Terre dont la longitude est égale à 175° ouest.

## Géographie

### Dimensions
Comme tous les autres méridiens, la longueur du 175e méridien correspond à une demi-circonférence terrestre, soit 20 003,932 km. Au niveau de l'équateur, il est distant du méridien de Greenwich de 19 481 km,.
Avec le 5e méridien est, il forme un grand cercle passant par les pôles géographiques terrestres.

### Régions traversées
En commençant par le pôle Nord et descendant vers le sud au pôle Sud, Le 175e méridien ouest passe par:
| Coordonnées           | Pays, territoire ou mer | Notes |
| --------------------- | ----------------------- | --- |
| 90° 00′ N, 175° 00′ O | Océan Arctique          | |
| 71° 46′ N, 175° 00′ O | Mer des Tchouktches     | |
| 67° 27′ N, 175° 00′ O | Russie                  | Tchoukotka — Péninsule Tchouktche |
| 64° 47′ N, 175° 00′ O | Mer de Bering           | Passe juste à l'est de l'Île Koniuji, Alaska, États-Unis (à 52° 13′ N, 175° 06′ O)                                                           |
| 52° 05′ N, 175° 00′ O | États-Unis              | Alaska — Île Atka |
| 52° 01′ N, 175° 00′ O | Océan Pacifique         | Passe juste à l'est de l'île Kao, Tonga (à 19° 39′ S, 175° 01′ O) Passe juste à l'est de l'île Tofua, Tonga (à 19° 45′ S, 175° 02′ O)        |
| 21° 02′ S, 175° 00′ O | Tonga                   | Île ʻAta |
| 21° 03′ S, 175° 00′ O | Océan Pacifique         | Passe juste à l'est des îles Tongatapu, Tonga (à 21° 09′ S, 175° 02′ O) Passe juste à l'ouest de l'île ʻEua, Tonga (à 21° 23′ S, 174° 58′ O) |
| 60° 00′ S, 175° 00′ O | Océan Austral           | |
| 78° 27′ S, 175° 00′ O | Antarctique             | Dépendance de Ross, Liste des territoires revendiqués par la Nouvelle-Zélande                                                                |